# Syrinx aruana
Syrinx aruana (nomeada, em inglês, Australian trumpet, giant conch ou false trumpet; durante o século XX, e início do século XXI, com a concordância gramatical incorreta de seu descritor específico, lhe denominando Syrinx aruanus) é uma espécie de molusco gastrópode marinho pertencente à família Turbinellidae. Foi classificada por Linnaeus, com o nome de Murex aruanus, em 1758, na sua obra Systema Naturae. Editio decima, reformata. É nativa do norte da Austrália, regiões sul da Nova Guiné e da Indonésia, sendo esta considerada a maior, e mais pesada, concha de caramujo existente no mundo. É a única espécie do seu gênero (táxon monotípico). Sua denominação, aruanus, provém das ilhas Aru, na Indonésia.[carece de fontes?]

## Descrição da concha e hábitos
Concha de coloração creme a alaranjada, angular e alongada, de espiral bem aparente e com a superfície de suas voltas estriada; apresentando dimensões de até 91 centímetros de comprimento e peso de 18 quilos. As primeiras 8 voltas apresentam um pequeno relevo ondulado de nervuras axiais e são cilíndricas, se perdendo no espécime adulto. O seu canal sifonal é longo e ligeiramente curvo e seu lábio externo é fino. Columela e interior da abertura de coloração similar ao restante da concha que, em vida, se cobre de um perióstraco marrom ou cinzento. Opérculo córneo, em forma de folha.

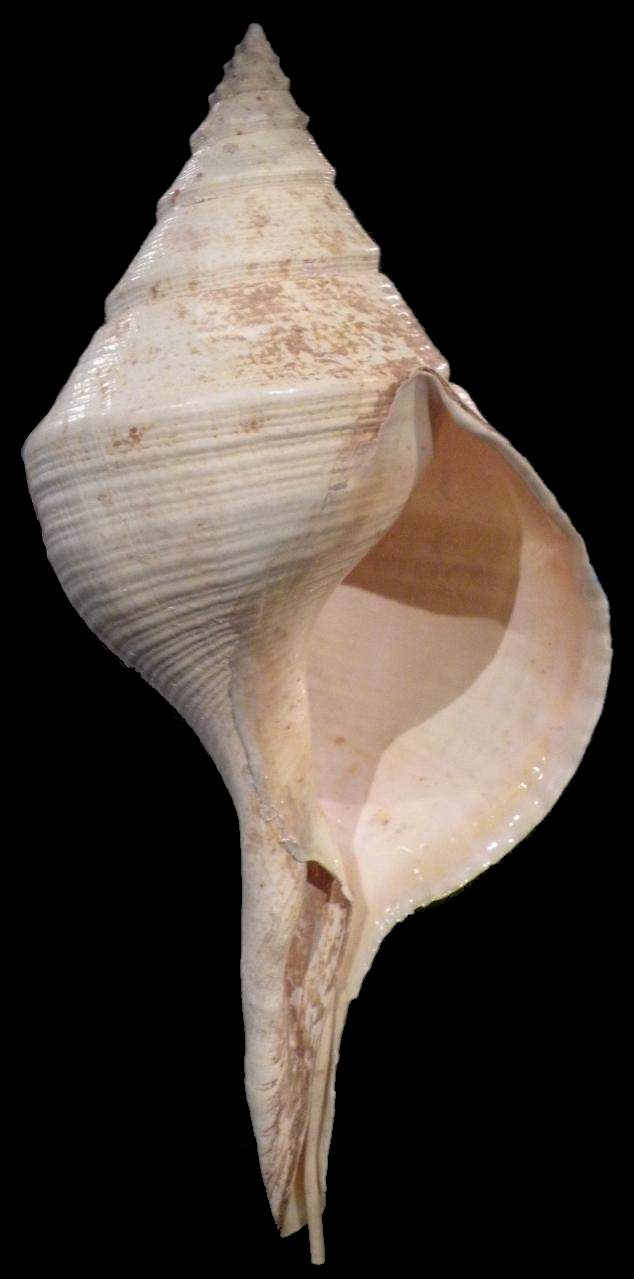
Uma concha de S. aruana sem o seu perióstraco.

Esta espécie é encontrada desde a zona entremarés até a profundidade de 50 metros, em fundos de areia. São moluscos predadores que se alimentam de vermes Polychaeta dos gêneros Polyodontes, Loimia e Diopatra. Sua fêmea cimenta cápsulas de ovos, de até 15 centímetros, a conchas, rochas e corais mortos, de onde pequenos caramujos eclodem e se arrastam para longe.

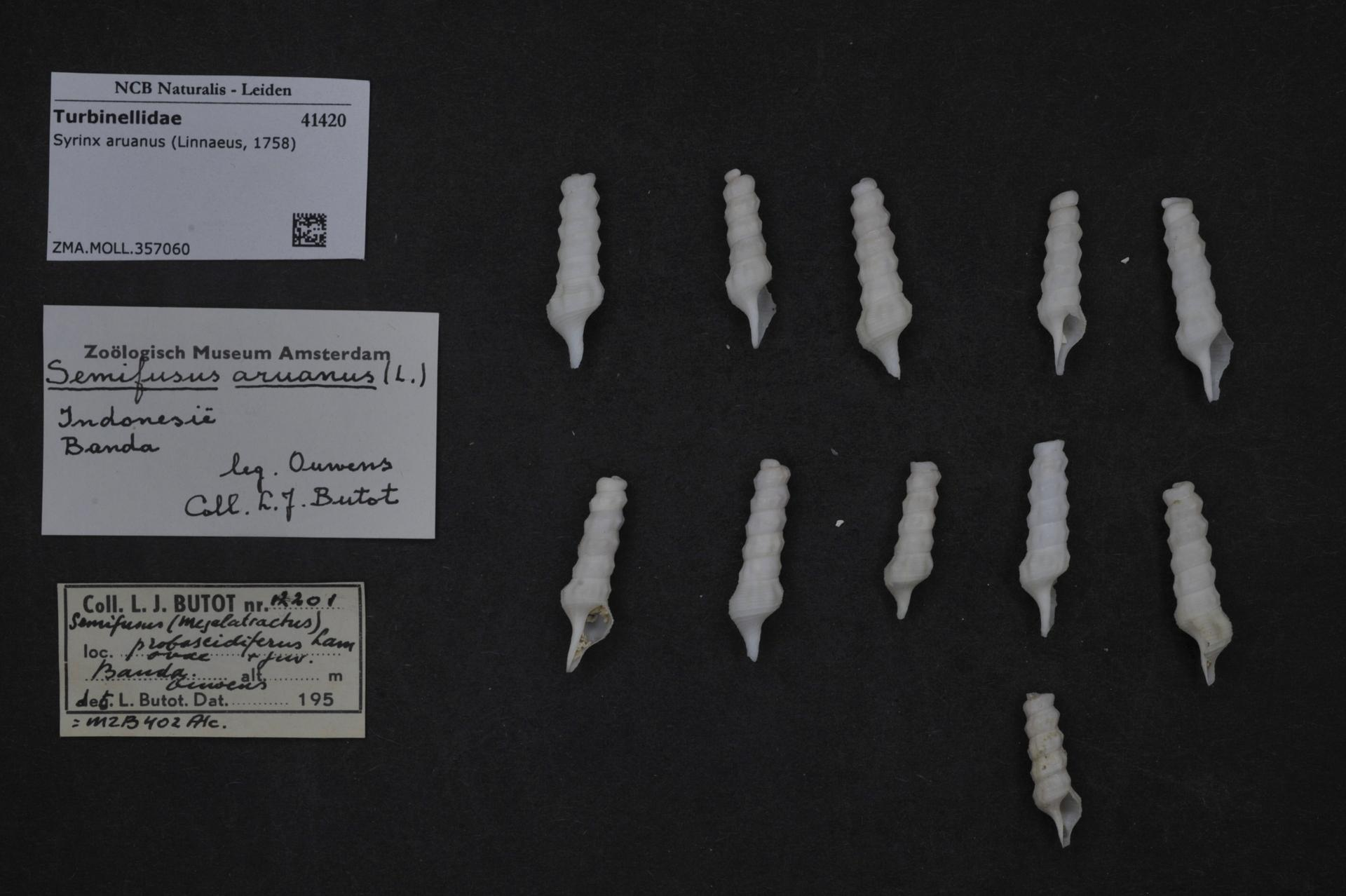
11 conchas de S. aruana, espécimes juvenis, coletados na região do mar de Banda.

## Distribuição geográfica
Syrinx aruana ocorre no oceano Pacífico ocidental, principalmente no norte da Austrália, regiões sul da Nova Guiné e da Indonésia.

## Uso humano
A concha de Syrinx aruana pode ser utilizada como um instrumento de sopro, e até mesmo percussivo, após a retirada da área superior de sua espiral o suficiente para a colocação da boca. O resultado é um som rouquenho e que pode ser variado na medida da intensidade do sopro ou pela inserção da mão do instrumentista na abertura da concha; ou dando pequenos tapas em sua perfuração, para a percussão. Também é naturalmente usada para transportar água, podendo conter, quando desenvolvida, quase três litros. Em Queensland, na península do cabo York, se confeccionou um pino nasal, em forma de meia-lua, conhecido como "i-mina", que era feito de uma parte extraída da concha de Syrinx aruana e usado apenas pelos homens.